# Bataille de Ctésiphon
Première Guerre mondiale
Batailles
Front du Moyen-Orient
- Afrique du Nord
- Caucase
- Perse
- Dardanelles
- Mésopotamie
- Sinaï et Palestine
- Arménie
- Ctésiphon (11-1915)
- Kut-el-Amara (12-1915)
- Romani (8-1916)
- Magdhaba (12-1916)
- Révolte arabe
- Rafa (1-1917)
- Bagdad (3-1917)
- 1re Gaza (3-1917)
- 2e Gaza (4-1917)
- Aqaba (7-1917)
- Beer-Sheva (10-1917)
- 3e Gaza (11-1917)
- Jérusalem (12-1917)
- Megiddo (9-1918)
- Damas (9-1918)
- Alep (10-1918)

Front d'Europe de l’Ouest
Front italien
Front d'Europe de l'Est
Front des Balkans
Front africain
Bataille de l'Atlantique
La bataille de Ctésiphon est une bataille de la Première Guerre mondiale qui s'est déroulée du 22 au 25 novembre 1915 en la ville de Ctésiphon, au sud de   Bagdad. Elle oppose l'Empire britannique d'une part à l'Empire ottoman de l'autre.

## Contexte
Les Empires centraux avaient comme objectif de couper la ravitaillement du canal de Suez, mais aussi de menacer les possessions britanniques aux Indes. Les Alliés tenaient à défendre les champs pétrolifères de Perse et à s'opposer à l'avance ottomane, les armées russes devant avancer vers l'Anatolie et le nord de la Perse.
Le corps expéditionnaire indien formant la force D, sous le commandement de John Nixon était principalement composé de troupes indiennes et débarqua à Fao.
L'objectif principal était Bagdad qu'ils devaient atteindre en remontant le Tigre, Ctésiphon se trouvant à 610 km de Bassora et 26 km au sud de Bagdad.
Jusque-là l'avancée se faisait sans trop d'opposition et la prise d'Amarah s'était faite facilement au début de juin 1915. Le 28 septembre, Townshend fait face aux Ottomans protégés par des tranchées à proximité de Kut. Il remporte la victoire qui n'est pas totale car les Ottomans se retirent en bon ordre.
Pressé par Nixon, Townshend poursuit les Ottomans jusqu'à Al-Aziziyah (Irak) (en), à une centaine de kilomètres en amont de Kut. Il cesse son avance le 3 octobre, prévenu du retranchement des Ottomans à Ctésiphon par des reconnaissances aériennes.

### Les forces ottomanes
Le commandant du front en Mésopotamie était Khalil Pacha, mais le sultan avait confié à Colmar von der Goltz la réorganisation de l'armée. Sur le terrain Noureddine Pacha avait 18 000 hommes d'infanterie pour plus de 30 000 hommes au total, 52 canons[réf. nécessaire] et avait fortifié ses deux lignes de défense. Des tranchées, un ancien mur long de 5 km ; la 35e division de Bassora et la 38e de Mossoul plus de nouvelles divisions formées en Turquie : la 45e et la 51e. Ces divisions avaient un meilleur entraînement et un meilleur moral que les conscrits arabes qui avaient combattu jusque là.
Cependant, sa seule ligne de retraite longeait la Diyala et présentait un risque d'enveloppement.

### Les forces britanniques
La 6e division indienne commandée par le général Charles Townshend avançait prudemment depuis Kut, il n'estimait pas les conditions favorables mais se devait d'obéir à John Nixon, il avait laissé de nombreuses garnisons pour sécuriser la voie. Deux navires accompagnaient cette force, une canonnière et le HMS Firefly. Le temps n'était pas favorable à l'avance d'une armée.
Townshend et Nixon étaient tous deux conscients du risque de l'offensive, mais souhaitaient cependant avancer. Townshend voulait profiter d'une victoire pour se mettre en avant et obtenir un commandement plus renommé sur le front de l'Ouest.
Les troupes indiennes composent les trois quarts des forces britanniques. À la suite du retrait en désordre d'un bataillon indien à Kut, Townshend émet des doutes sur la fiabilité des forces indiennes. Celles-ci étaient victimes d'un encadrement insuffisant.
Le plan de Townshend était de séparer ses forces en trois : à gauche, des forces minimales appuyées par une artillerie importante portée par des bateaux sur le Tigre devaient convaincre les Ottomans qu'il s'agissait du gros des troupes. Puis une partie des forces devait attaquer l'aile droite des Ottomans. Enfin, la dernière partie des forces devait lancer l'assaut décisif contre un point de la défense ottomane.

## La bataille

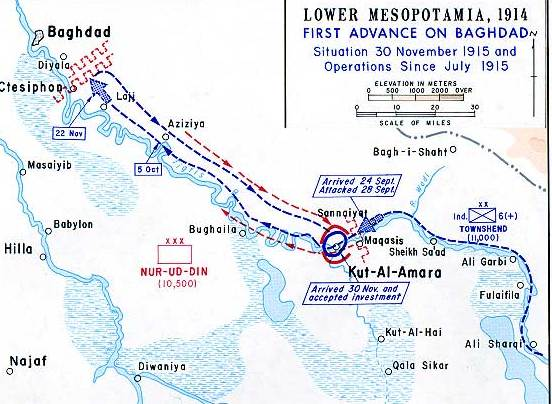
Avance jusqu'à Ctésiphon puis recul jusqu'à Kut-el-Amara

La force de diversion sur l'aile gauche britannique commence son attaque à 6 h 30 mais ne rencontre pas l'ennemi. L'attaque sur l'aile droite est cependant lancée à 8 h 30 et l'attaque décisive à 9 heures.
À 11 heures, Townshend ordonne à son aile gauche de rejoindre l'attaque principale. Celle-ci rompt le combat et rejoint la position centrale sous le feu ottoman.
Au début de l'après-midi, la sixième division indienne avait infligé de lourdes pertes aux forces ottomanes, mais celles-ci ne se désagrègent pas contrairement aux prévisions de Townshend. Au contraire, celles-ci lancent des contre-attaques et ciblent les Britanniques avec leur artillerie.
Townshend prévoyait que le commandement ottoman déplacerait ses troupes en réactions aux trois attaques successives, mais Noureddine Pacha n'en prend pas connaissance dans les temps et ne réagit donc pas selon les prévisions de Townshend. L'assaut décisif est mené contre le point le plus fort du dispositif ottoman.
Au soir du 22 novembre, les 38e et 45e divisions ottomanes sont anéanties, la 51e a subi des pertes importantes. Le moral est en baisse. Côté britannique, le plan de Townshend a échoué et des scènes de désorganisation voire de chaos sont remarquées.
Le 23 novembre, l'intensité de l'assaut diminue considérablement. Une contre-attaque commandée par Noureddine Pacha rencontre peu de succès car elle attaque en partie où les forces britanniques ne se trouvent pas, et en partie en raison des capacités défensives de la sixième division indienne.
Le 24 novembre, Townshend décide contre l'avis de Nixon de se retirer le 26 au matin. Le même soir, la rumeur d'un nouvel assaut britannique provoque la panique du côté ottoman et le retrait sur la Diyala.
Le 25 au matin, constant l'absence d'attaque britannique, le commandement ottoman décide de revenir occuper ses positions abandonnées la veille. Townshend interprète le mouvement de troupes dans sa direction comme l'arrivée de renforts ottomans et décide de se retirer hâtivement le soir même.

## Les conséquences
Le but des troupes ottomanes était de se défendre sur des positions bien préparées mais leurs lignes de communications étaient très étirées.
Les forces britanniques étaient trop éloignées de leurs bases arrière, les services d'intendance et en particulier de santé étaient trop mal achalandés pour de si longues campagnes. Ctésiphon est le point le plus avancé qu'atteignirent les forces britanniques au cours de cette campagne. 
Les troupes vont se retrouver confrontées au siège de Kut.